# Planay (Savoie)

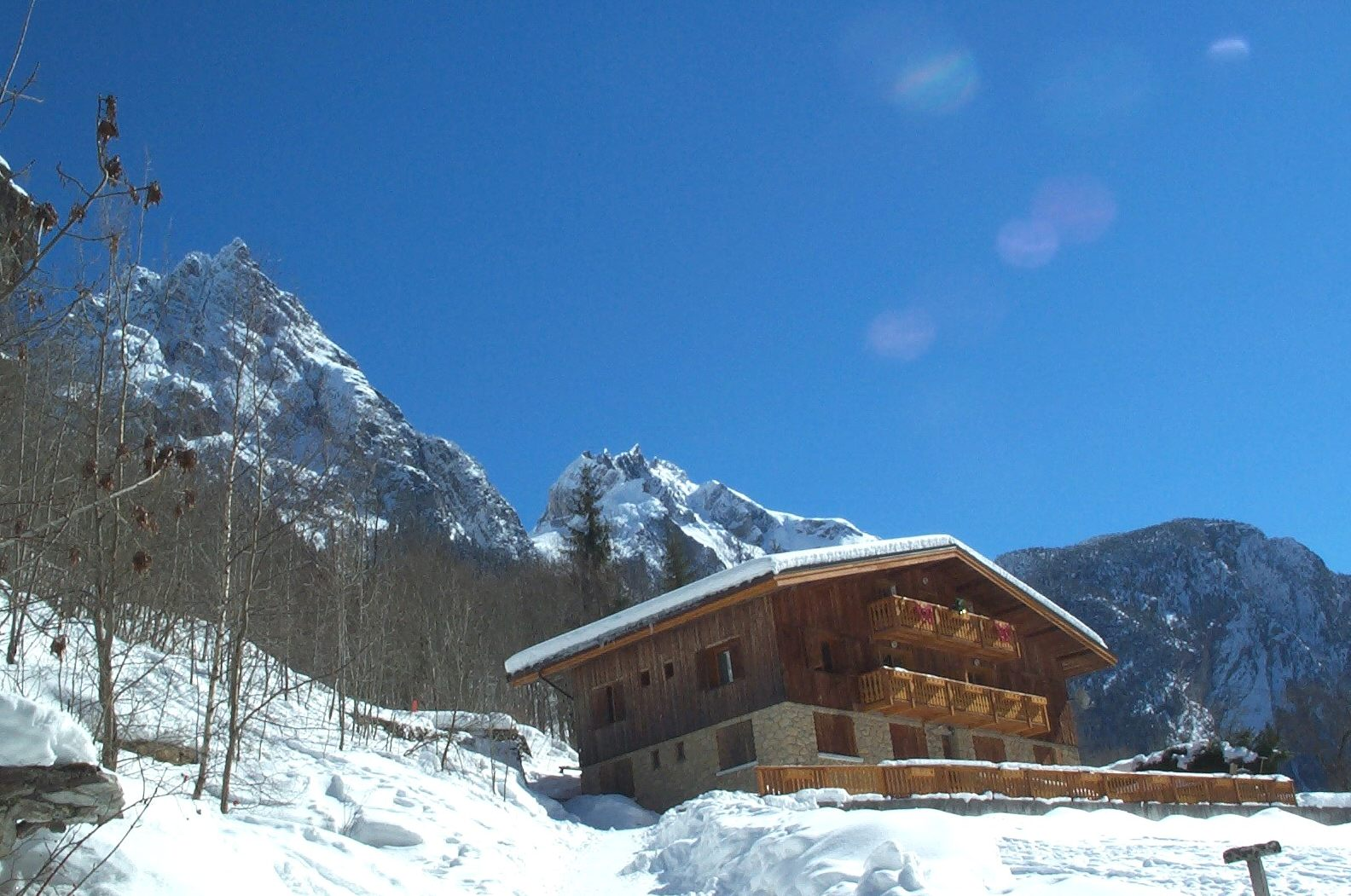
Chalet

Planay is een gemeente in het Franse departement Savoie (regio Auvergne-Rhône-Alpes) en telt 412 inwoners (1999). De plaats maakt deel uit van het arrondissement Albertville.

## Geografie
De oppervlakte van Planay bedraagt 23,1 km², de bevolkingsdichtheid is 17,8 inwoners per km².
De onderstaande kaart toont de ligging van Planay (Savoie) met de belangrijkste infrastructuur en aangrenzende gemeenten.

## Demografie
Onderstaande figuur toont het verloop van het inwonertal (bron: INSEE-tellingen).